# Municipio de Tuscola (Illinois)
El municipio de Tuscola (en inglés: Tuscola Township) es un municipio ubicado en el condado de Douglas en el estado estadounidense de Illinois. En el año 2010 tenía una población de 5259 habitantes y una densidad poblacional de 32,41 personas por km².

## Geografía
Según la Oficina del Censo de los Estados Unidos, el municipio tiene una superficie total de 162.26 km², de la cual 162,05 km² corresponden a tierra firme y (0,13 %) 0,2 km² es agua.

## Demografía
Según el censo de 2010, había 5259 personas residiendo en el municipio de Tuscola. La densidad de población era de 32,41 hab./km². De los 5259 habitantes, el municipio de Tuscola estaba compuesto por el 97,03 % blancos, el 0,32 % eran afroamericanos, el 0,11 % eran amerindios, el 0,55 % eran asiáticos, el 0,59 % eran de otras razas y el 1,39 % eran de una mezcla de razas. Del total de la población el 1,98 % eran hispanos o latinos de cualquier raza.